# Векшин, Георгий Викторович
Георгий Викторович Векшин (род. 16 марта 1959, Таллин) — российский лингвист, доктор филологических наук (2006).

## Биография
Георгий Викторович Векшин родился в Таллине 16 марта 1959 года.
Выпускник историко-филологического факультета, аспирантуры и докторантуры РУДН. Учился у профессоров Г. М. Габучана, Л. Г. Зубковой, О. А. Крыловой, Г. П. Мельникова, Л. А. Новикова, доцента М. Н. Правдина. Своим заочным учителем считает К. А. Долинина.
Кандидатская диссертация посвящена эстетике звуковой организации стиха («Фонографическая структура русского стиха в аспекте эстетического выражения», 1987). Докторская диссертация — «Фоностилистика текста: Звуковой повтор в перспективе смыслообразования» (2006). Преподавательскую деятельность начинал на кафедре русского языка ГИТИСа, приглашался с курсами лекций в другие вузы в России и за рубежом.
C 1987 года преподаёт на кафедре русского языка и стилистики, кафедре русского языка и истории литературы Московского полиграфического института (позднее — МГУП им. Ивана Федорова, Московский Политех). Основные курсы: «Практическая и функциональная стилистика русского языка», «Теория текста», «Современный русский язык», «Семиотика и основы словесного искусства», «Теория литературы» и др.
Автор монографий «Очерк фоностилистики текста: Звуковой повтор в перспективе смыслообразования» (2006), «Основы стилистической семантики» (2017) и более 100 научных работ и учебных пособий по теории языка, стилистике, лингвистической поэтике, стиховедению.
Участник многих филологических конференций и симпозиумов в России и за рубежом. Организатор «Бриковских чтений» (Москва, 2010, 2013), конференции «Литературный трансфер и поэтика перевода» и др. Автор концепций и руководитель научных проектов («Видеотекст», «Живой стилистический словарь русского языка», «Фонотекст» и др.).
Руководитель и вдохновитель творческой мастерской «Полиграфомания» при МГУП имени Ивана Фёдорова.

## Сочинения
Фоностилистика текста и стиховедение
- Очерк фоностилистики текста: Звуковой повтор в перспективе смыслообразования. — М., 2006. — 462 с.
- К проблеме суперсегментной организации стиха: Лингвоэстетический аспект // Вопросы языкознания. — М., 1989, — N 6. — С. 64-77.
- К фоностилистике порождения текста (Стихотворения А. Пушкина) // Филологические науки, 2005. — № 6. — С. 22-31.
- Метафония в звуковом повторе (к поэтической морфологии слова) Архивная копия от 26 апреля 2018 на Wayback Machine // Новое литературное обозрение. № 90, 2008. — С. 229—250.
- Когда приступим к подсчётам? (К дискуссии о формах и функциях звукового повтора и методах его изучения) Архивная копия от 26 апреля 2018 на Wayback Machine // Новое литературное обозрение. № 90, 2008. — С. 268—277.
- Метатония (акцентный сдвиг) в системе фоностилистических приемов текста Архивная копия от 23 декабря 2018 на Wayback Machine // Лингвистика креатива: Коллект. монография / Отв. ред. Т. А. Гридина — Екатеринбург, 2009. — С.194 — 215.
- Взгляды О. М. Брика на звуковой повтор и фоносиллабика стихотворного текста  (недоступная ссылка) // Поэтика и фоностилистика: Бриковский сборник. Выпуск 1 : Материалы международной научной конференции «I-е Бриковские чтения: Поэтика и фоностилистика» (Московский государственный университет печати, Москва, 10-12 февраля 2010 года) / Отв. ред. Г. В. Векшин. — М. : МГУП, 2010. — С.129-152.
- К фонотактике анаграммы и смежных явлений (о формальных условиях звуковой импликации) // Текст и подтекст: Поэтика эксплицитного и имплицитного: Мат-лы Междунар. конф. (ИРЯ им. В. В. Виноградова РАН, 20-22 мая 2010 г.. — М.: Издат. центр «Азбуковник», 2011. — С. 136—145.
- Рифма — внутренняя рифма — аллитерация (силлабоцентрический взгляд) // Славянский стих. IХ. — М.: Рукописные памятники Древней Руси, 2012. — С. 152—164.
- Метатезис в детской речи и строение звукового повтора // Методология и практика русского формализма: Бриковский сборник. Выпуск II : Материалы международной научной конференции «II Бриковские чтения: Методология и практика русского формализма» (Московский государственный университет печати, Москва, 20-23 марта 2014 года) / отв. ред. Г. В. Векшин. — М. : Азбуковник, 2014. — С. 177—180.
- «Ходы» Осипа Брика // Формальный метод : Антология русского модернизма: В 3 тт. / Сост. С. Ушакин. — М. — Екатеринбург, 2016. — T. 3. — С.775-782.
- Звуковая форма «Медного всадника» — по версии Н. А. Кожевниковой и на выходе программы Phonotext // Язык художественной литературы: традиционные и современные методы исследования. Сб. науч. статей по материалам международной конференции памяти Н. А. Кожевниковой / РАН, Институт русского языка им. В. В. Виноградова. — М.: Издательский центр «Азбуковник», 2016. — С.776—792.
- Фоносиллабема — элементарная операциональная единица творческой языковой способности (поэзия, детская речь, языковая игра) Архивная копия от 25 августа 2019 на Wayback Machine // Лингвистика креатива-4: Коллект. монография / под общей ред. Т. А. Гридиной. — Екатеринбург: ФГБОУ ВПО «Урал. гос. пед. ун-т», 2018. — С. 49-74.
- Some Characteristics of Sound Patterns in English Verse, in: Quantitative Approaches to Versification Архивная копия от 25 августа 2019 на Wayback Machine / Petr Plecháč, Barry P. Scherr et al. (eds.). Praha: Institute of Czech Literature of the Czech Academy of Sciences, 2019. pp. 11–22.(В соавт. с О. Бараш.)
- Автоматическое выявление звуковых повторов в стихе: реализация силлабоцентрического подхода в программе Phonotext Архивная копия от 6 октября 2021 на Wayback Machine // Вестник РУДН. Серия: Теория языка. Семиотика. Семантика. 2021. Т. 12. No 3. С. 597—618. doi: 10.22363/2313-2299-2021-12-3-597-618. (В соавт. с М. Н. Герцевым и Я. Е. Лоскотом).
- Звуковые константы О. Мандельштама: «действенное поле поэтической материи» в измерениях программы Phonotext // Квантитативная филология. № 1, 2021. — Смоленск: СмолГУ, 2022. С. 33-38. (В соавт с Я. Е. Лоскотом)
- Теневая рифма и анаграмма (к фонотактике стихотворного текста) // Труды Института русского языка им. В. В. Виноградов. № 4, 2022. — Москва: Институт русского языка им. В. В. Виноградова РАН, 2022. С. 169—181.

Поэтика
- «Шотландская песня» А. С. Пушкина: поэтика переложения // Литературный трансфер и поэтика перевода: Сб. науч. статей. [Transfer Literacki i Poetyka Przekładu: Zbiór artykułów naukowych] / отв. ред. Г. В. Векшин, М. Понкчинский. — М.: Изд. центр «Азбуковник», 2017. — С. 30-57.

Семантика и стилистика
- Основы стилистической семантики: учебное пособие / Г. В. Векшин, С. А. Гейченко. — Москва : МИРЭА, 2017. — 127 с.
- Жанр и функциональный стиль: языковое и речевое (о некоторых двусмысленностях в функциональной стилистике) Архивная копия от 23 декабря 2018 на Wayback Machine // Жанры речи. Вып.6: Жанр и язык. — Саратов, СГУ, 2009.
- Языки общения и функциональные стили (в их отношении к тексту) // Слово и контекст: Филологический сборник к 75-летию Н. С. Валгиной. — М., МГУП, 2002.- С.35-67.
- Омонимия и повтор (к систематике системных отношений в языке) // Функциональная семантика: К 80-летию профессора Л. А. Новикова: Коллективн. монография. — М.: РУДН, 2011. — С. 44-59.
- «Шотландская песня» А. С. Пушкина: поэтика переложения Архивная копия от 19 июля 2020 на Wayback Machine // Литературный трансфер и поэтика перевода : Сб. науч. статей = Transfer Literacki i Poetyka Przekładu : Zbiór artykułów naukowych / отв. ред. Г. В. Векшин, М. Понкчинский. — М.: Изд. центр «Азбуковник», 2017. — С.28-55.
- Семантика поэтизма и стихотворческий дискурс (из опыта работы над «Живым стилистическим словарем русского языка» // Вестник ВГУ. Серия: Лингвистика и межкультурная коммуникация. 2019, № 4. С.33-43. (В соавт. с М. М. Лемешевой.)
- Poeticisms and Common Poetic Discourse in the Digital «Russian Live Stylistic Dictionary». In: Computational Stylistics in Poetry, Prose, and Drama / ed. by A.-S. Bories, P. Plecháč and P. R. Fabo, — Berlin, Boston: De Gruyter, 2023. Рp. 153—178. (Co-authors: Egor Maximov, and Marina Lemesheva.)

Текстология и семиотика книги
- Функционально-семиотическая модель книги Архивная копия от 23 декабря 2018 на Wayback Machine // Книга в современном мире: проблемы рецепции. — Воронеж: ВГУ, 2018. — С. 31-49.
- Технология мультимедийного представления процесса создания текста (проект «Видеотекст») Архивная копия от 17 июля 2019 на Wayback Machine // Диалог: Междунар. конф. по компьют. лингвистике: Материалы. — М., 2015.
- Проблемы представления творческой истории произведения в печатных и электронных изданиях // Известия вузов: проблемы полиграфии и изд. дела. — 2015. — № 4. — С. 22-27. (В соавт. с Е. В. Хомяковой)
- The Videotext Project: Solutions for the New Age of Digital Genetic Reading // Advances in Digital Scholarly Editing : Papers pres. at the DiXiT conferences in The Hague, Cologne, and Antwerp Архивная копия от 24 декабря 2018 на Wayback Machine / Ed. by Peter Boot, Anna Cappellotto, et al. — Leiden: Sidestone Press, 2017. — pp. 219–222. (В соавт. с Е. В. Хомяковой)
- Неканоническая пунктуация рукописей А. С. Пушкина. I. Архивная копия от 7 сентября 2020 на Wayback Machine // Acta Universitatis Lodziensis. Folia Litteraria Polonica 4(55) 2019. S. 65-84.